# Comté de Putnam (Missouri)
Pour les articles homonymes, voir Comté de Putnam.
Le comté de Putnam (en anglais : Putnam County) est un comté des États-Unis, situé dans l'État du Missouri. Le siège du comté se situe à Unionville. Le comté fut nommé en hommage au général Israel Putnam.  Au recensement de 2000, la population était constituée de 5 223 individus. 

## Géographie
Selon le bureau du recensement des États-Unis, le comté a une superficie totale de 1 346 km² dont 5 km² en surfaces aquatiques. 

### Comtés voisins
- Comté de Wayne (Iowa) (nord-ouest)
- Comté d'Appanoose (Iowa) (nord-est)
- Comté de Schuyler (Missouri) (est)
- Comté d'Adair (Missouri) (sud-est)
- Comté de Sullivan (Missouri) (sud)
- Comté de Mercer (Missouri) (ouest)

### Routes principales
- U.S. Route 136
- Missouri Route 5
- Missouri Route 129
- Missouri Route 139
- Missouri Route 149

## Démographie
Selon le recensement de 2000, sur les 5 223 habitants, on retrouvait 2 228 ménages et 1 517 familles dans le comté. La densité de population était de 4 habitants par km² et la densité d’habitations (2 914 au total)  était de 2 habitations par km². La population était composée de 99,14 % de blancs, de 0,06 %  d’afro-américains, de 0,10 % d’amérindiens et de 0,13 % d’asiatiques.
27,90 % des ménages avaient des enfants de moins de 18 ans, 57,2 % étaient des couples mariés. 24,0 % de la population avait moins de 18 ans, 6,2 % entre 18 et 24 ans, 24,0 % entre 25 et 44 ans, 25,2 % entre 45 et 64 ans et 20,7 % au-dessus de 65 ans. L’âge moyen était de 42 ans. La proportion de femmes était de 100 pour 96,2 hommes.
Le revenu moyen d’un ménage était de 26 282 dollars.

## Villes et cités
| - Lemons - Livonia - Lucerne - Martinstown | - Powersville - Unionville - Worthington |